# Camargo (Río Grande del Sur)

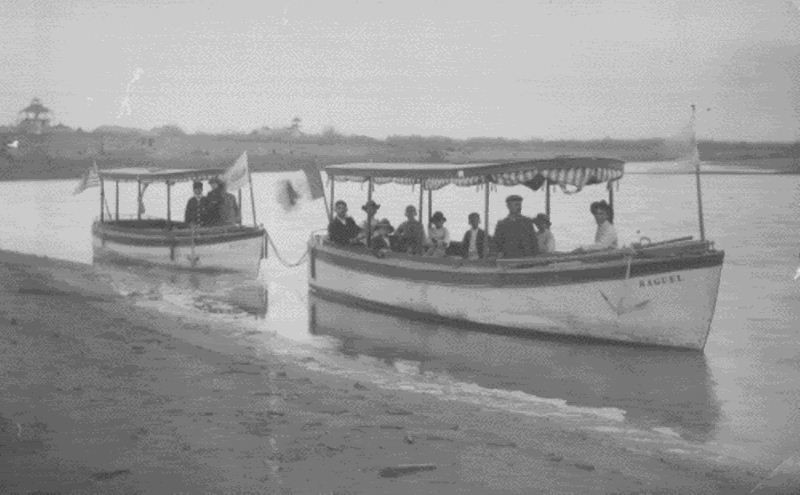
Ferry entre Rio Grande City y Camargo justo después del cambio de siglo

Camargo es un municipio brasileño del estado de Río Grande del Sur. Su población estimada para el año 2003 era de 2.524 habitantes, su superficie de 138,1 km².